# Kadaka (Rae)
Kadaka is een plaats in de Estlandse gemeente Rae, provincie Harjumaa. De plaats heeft de status van dorp (Estisch: küla).

## Bevolking
Het dorp had 57 inwoners op 31 december 2011 en 45 inwoners op 31 december 2021.